# Iodina
La iodina o iode natiu és un mineral de la classe dels elements natius, de fórmula química I₂, actualment desacreditat per l'Associació Mineralògica Internacional des de març de l'any 2015.
Segons la classificació de Nickel-Strunz la iodina pertanyia a «01.AA - Metalls i aliatges de metalls, família coure-cupalita» juntament amb els següents minerals: alumini, coure, electre, or, plom, níquel, plata, auricuprur, cuproaurur, tetraauricuprur, anyuiïta, khatirkita, novodneprita, cupalita i hunchunita.